# Ciprian Vasilache
Ciprian Vasilache (n. 14 septembrie 1983, Baia Mare) este un fotbalist român legitimat la clubul Petrolul Ploiești. A debutat în Liga I pentru Gloria Bistrița, în 2002. Între 2003 și 2007 a evoluat la Rapid București, alături de care a jucat și în Cupa UEFA, competiție în care a marcat un gol în poarta echipei olandeze Feyenoord. În 2007 a fost transferat la Pandurii Târgu Jiu pentru suma de 200.000 dolari.
În martie 2006 a primit Medalia „Meritul Sportiv” clasa a II-a cu o baretă din partea președintelui României de atunci, Traian Băsescu, deoarece a făcut parte din echipa Rapidului care a obținut calificarea în sferturile Cupei UEFA 2005-2006.

## Legături externe
- Ciprian Vasilache la romaniansoccer.ro
- Ciprian Vasilache la transfermarkt